# Rheinland Klinikum Dormagen
Das Rheinland Klinikum Dormagen ist ein Krankenhaus in Dormagen im Ortsteil Hackenbroich.

## Geschichte
Das Rheinland Klinikum Dormagen wurde nach einer fünfjährigen Bauzeit am 17. November 1980 als Kreiskrankenhaus eröffnet.

## Leistungen
Das Rheinland Klinikum Dormagen ist ein regionales Gesundheitszentrum und gehört mit dem Rheinland Klinikum Grevenbroich Elisabethkrankenhaus und dem Rheinland Klinikum Neuss Lukaskrankenhaus sowie einem Medizinischen Versorgungszentrum (MVZ Rhein-Kreis Neuss Kliniken GmbH) zur Rheinland Klinikum Neuss GmbH. Das Krankenhaus ist seit dem Jahr 1983 akademisches Lehrkrankenhaus der Universität zu Köln. Es ist ein Allgemeinkrankenhaus und als solches in den Krankenhausplan des Bundeslandes Nordrhein-Westfalen aufgenommen. Die verschiedenen Kliniken und Abteilungen belegen insgesamt 294 Betten (Stand 2020) in den Fächern Chirurgie (Klinik für Allgemein-, Viszeral, Unfall- und Gefäßchirurgie), Gastroenterologie und Hämatoonkologie, Kardiologie, Frauenheilkunde und Geburtshilfe, Orthopädie, Anästhesie, Schmerztherapie, Radiologie und Zentrale Notaufnahme sowie einer Belegabteilung für Hals-, Nasen- und Ohrenheilkunde. Das Haus verfügt über 19 interdisziplinäre Intensivbetten sowie eine Palliativstation mit sieben Betten. Die Klinik für Gastroenterologie und Hämatoonkologie betreibt zusammen mit der Klinik für Frauenheilkunde eine große onkologische Ambulanz. Zudem verfügt das Haus über das Endoprothetikzentrum der Maximalversorgung (das Zentrum ist nach den Kriterien der Deutschen Gesellschaft für Unfallchirurgie (DGU) zertifiziert), das Wirbelsäulenzentrum (Zertifiziert nach den Kriterien der Deutschen Wirbelsäulengesellschaft (DWG)) und das Endometriosezentrum (Zertifiziert nach den Kriterien der Stiftung Endometriose Forschung). Mit ca. 700 Mitarbeitern wurden 2019 ca. 13.300 stationäre Patienten und ca. 28.000 ambulante Patienten versorgt.

## Ausbildung in Pflegeberufen
Die theoretische Ausbildung für verschiedene Pflegeberufe findet im Bildungsinstitut für Gesundheitsberufe im Rhein-Kreis Neuss statt. Das Bildungsinstitut ist die zentrale Ausbildungsstätte des Rheinland Klinikums.
Im Bildungsinstitut findet der theoretische Teil der Ausbildung zur/zum
- Gesundheits- und Krankenpfleger (Pflegefachfrau bzw. Pflegefachmann)
- Gesundheits- und Kinderkrankenpfleger sowie
- Gesundheits- und Krankenpflegeassistent

statt. Dafür stehen ca. 255 Ausbildungsplätze zur Verfügung. Die praktische Unterweisung erfolgt in den Fachabteilungen im Rheinland Klinikum Dormagen und den anderen Krankenhäusern des Zusammenschlusses und anderen Einrichtungen des Gesundheitswesens (Sozialstation, Rehabilitation, Hospiz, Psychiatrie).

## Trivia
Das Krankenhaus wurde bereits zweimal als Kulisse (Bühne) für eine Tatort-Folge verwendet:
- Mord ist die beste Medizin (ARD Erstausstrahlung 21.09.2014) mit den Ermittlern Thiel und Boerne
- Narben (ARD Erstausstrahlung 01.05.2016) mit den Ermittlern Ballauf und Schenk